# Erik Emil Haglund
Erik Emil Haglund (Estocolmo, 1877 - 1938) fue un micólogo sueco.

## Algunas publicaciones

### Libros
- 1917. Om bränntorv och bränntorvberedning ( Turba y el procesamiento de turba). C.E. Fritze. 228 pp.
- 1905. Ur de högnordiska vedväxternas Ekologi ( De las plantas leñosas högnordiska Ecología). Appelberg. 77 pp.

## Eponimia
- (Ranunculaceae) Ranunculus haglundii (Julin) Ericsson[1]